# Pyralidoxa
Pyralidoxa är ett släkte av fjärilar. Pyralidoxa ingår i familjen Thyrididae.
Kladogram enligt Catalogue of Life:
| Pyralidoxa | \| \| Pyralidoxa elaphropa \| \| \| \| \| \| Pyralidoxa stratifica \| \| \| \| |
|            | \| \| Pyralidoxa elaphropa \| \| \| \| \| \| Pyralidoxa stratifica \| \| \| \| |
|            | Pyralidoxa elaphropa                                                           |
|            |                                                                                |
|            | Pyralidoxa stratifica                                                          |
|            |                                                                                |